# Ylimmäinen (sjö i Kymmenedalen)
Ylimmäinen är en sjö i Finland. Den ligger i kommunen Miehikkälä i landskapet Kymmenedalen, i den södra delen av landet, 150 km öster om huvudstaden Helsingfors. Ylimmäinen ligger 43 meter över havet. I omgivningarna runt Ylimmäinen växer i huvudsak blandskog. Arean är 37,6 hektar och strandlinjen är 4,53 kilometer lång. Sjön  ingår i Virojokis huvudavrinningsområde. 